# نوط القوة الجوية
نوط القوة الجوية هو نوط صدر بموجب النظام المرقم 23 بتاريخ 12 مايو، 1964. بناءً على عرض وزير الدفاع، ووافق عليه مجلس الوزراء، وأقره مجلس قيادة الثورة. يُمنح لضباط القوة الجوية والضباط الآخرين والخبراء من العراقيين وغيرهم، الذين يؤدون خدمات جليلة للقوة المذكورة. صُنع في مصنع (Picchiani E Barlacchi)، في إيطاليا. وهو على درجتين، يعلق النوط من الدرجة الأولى في أسفل الرقبة، والدرجة الثانية على الجهة اليسرة من الصدر.، وإذا رفعت درجة النوط يسترد الأصغر. يتقلد صاحب النوط في الأعياد والاحتفالات الرسمية والعامة.

## شكله
حدد ملحق نظام نوط القوة الجوية المرقم 23 شكله:
1 - الاوصاف – نجمة مخمسة الاضلاع ملونة بالميناء الازرق الفاتح رمزا الى (السماء) ضلعاها العلويان افقيان تماما يثبت بداخلها جناح القوة الجوية بصورة افقية وموازية لضلعي النجمة دون طلي بالميناء ويكون لون الجناح باللون الذهبي لنوط الدرجة الاولى والفضي لنوط الدرجة الثانية تتوسط الجناح نجمة مخمسة الاضلاع متوازنة اضلاعها مع اضلاع النجمة الكبيرة وبلون اخضر فاتح – مستقاة من نجوم العلم العراقي :
بداخل الضلع العلوي الشاقولي للنجمة الكبيرة توجد ثلاثة احرف بالخط الكوفي . وهي ق ج ع رمزا الى (القوة الجوية العراقية) ويتبع لون معدن الحروف درجتي النوط (الاول ذهبي والثاني فضي) يحيط بالنجمة الكبيرة سعفتان باللون الاخضر الفاتح رمزا الى (الارض) وما اشتهر العراق بباسقات النخيل . تلتقي السعفتان من فوق بالضلع العلوي العمودي للنجمة من اليمين واليسار . ومن الاسفل بشريط على شكل ربطة متناظرة الطرفين .
ترتبط مجموعة النجمة الكبيرة والسعفتان باكليل مسطح (ذهبي للدرجة الاولى وفضي للدرجة الثانية) مربوط بحلقة توصل النوط بشريطه .
يكتب عبارة (نوط القوة الجوية) على ظهر النوط السطحي .
2 - القياسات – طول جناحي القوة الجوية العراقية (بضمنها النجمة الخضراء الصغيرة في الوسط) 5،5سم واوسع عرض في الجناح (شاقوليا) 7 مليمترات .
طول ضلع النجمة الزرقاء اللون الكبيرة - /2سم . وعرض اطارها ملم واحد
القطر الدائري للنجمة 5 سم .
قطر دائرة السعفة 5،4 سم .
ارتفاع النجمة الكبيرة المبتدئ من قمتها والمنتهي بنهاية السعفتين - /5سم .
طول الاكليل 5،1 سم وبعرض 4،1سم .
قطر كرة التعليق التي تصل الاكليل بحلقة الشريط 5/2 ملم .
طول قطر الحلقة التي تربط النوط بشريطه 3/1 سم وبسمك ملمتر ونصف المليمتر .
3 - الشريط – يكون شريط النوط بنوعيه حريريا بعرض 5،3 سم . ويقسم الى الاقسام التالية : -
من اليمين خط ازرق فاتح (رمز الطيران) فخط احمر قاني (رمز الفداء) ثم ازرق فاتح فخط احمر وينتهي من اليسار بخط ازرق فاتح . وتكون قياساتها كما يلي : -

## إلغاؤه
أُلغي هذا النظام بموجب المادة 33، رابعاً، ع، من قانون الأوسمة والأنواط رقم 95 لسنة 1982. 